# Казапула
Казапула (итал. Casapulla) је насеље у Италији у округу Казерта, региону Кампанија.
Према процени из 2011. у насељу је живело 8113 становника. Насеље се налази на надморској висини од 47 м.

## Становништво
| 1951. | 1961. | 1971. | 1981. | 1991. | 2001. | 2011. |
| ----- | ----- | ----- | ----- | ----- | ----- | ----- |
| 4.175 | 4.582 | 5.037 | 5.806 | 6.386 | 7.866 | 8.180 |